# Nicholas Condy
Pour les articles homonymes, voir Condy.
Nicholas Condy, né en 1793 ou 1799, et mort en 1851 ou 1857, est un peintre paysagiste anglais.

## Biographie
Selon le Dictionary of National Biography, on suppose que Nicholas Condy est né à Torpoint, dans la paroisse d'Antony East à Cornwall en 1793, mais aucune entrée de son baptême ne se trouve dans le registre tenu à l'église d'Antony. D'après le livre Art in Devonshire, il est né en 1799 près de Plymouth.
Nicholas Condy est incorporé dans le 43e Régiment comme enseigne le 9 mai 1811, et sert lors de la guerre d'indépendance espagnole; il devient lieutenant le 24 février 1818, et il perçoit une demi-solde jusqu'à la fin de sa vie.
À partir de 1818, il se consacre à l'art et devient peintre professionnel à Plymouth. Il produit principalement de petites aquarelles sur papier teinté, environ huit pouces sur cinq pouces, qu'il vend à des prix allant de quinze shillings à une guinée chacune. 
Entre 1830 et 1845, il expose deux paysages à la Royal Academy, quatre à la British Institution, et un à la Suffolk Street Gallery. Son tableau le plus connu s'intitule The Old Hall at Cotehele on a Rent-day. Il sort un ouvrage intitulé Cotehele, on the Banks of the Tamar, the ancient seat of the Right Hon. the Earl of Mount-Edgcumbe, par N. Condy, avec un compte rendu descriptif écrit par le Révérend F. V. J. J. Arundell, 17 planches, Londres, publié par l'auteur, au 17 Gate Street, Lincoln's Inn Fields, avec un texte fourni par Francis Vyvyan Jago Arundell.
De son union avec son épouse Ann Trevanion Pyle (1792-1860), fille du capitaine Mark Oates des Marines, Nicholas Condy est le père du peintre de marines Nicholas Matthews Condy, qui est parfois confondu avec lui.
D'après le livre Art in Devonshire, il meurt le 20 mai 1851 à Plymouth. Selon le Dictionary of National Biography, il meurt le 8 janvier 1857 au 10 Mount Pleasant Terrasse à Plymouth, à l'âge de 64 ans, et est inhumé dans la cimetière Saint-Andrew.

## Peintures
- In the Scullery